# Coupe d'Europe des vainqueurs de coupe de football 1966-1967
Navigation
Coupe des coupes 1965-1966 Coupe des coupes 1967-1968
La Coupe d'Europe des vainqueurs de coupe 1966-1967 voit le sacre du Bayern Munich qui bat les Écossais des Glasgow Rangers en finale, après prolongations. C'est le premier trophée européen gagné par le Bayern et le second remporté par un club allemand, après le succès du Borussia Dortmund lors de l'édition précédente. C'est l'attaquant du Standard de Liège Roger Claessen, avec 10 réalisations, qui termine meilleur buteur de l'épreuve.
Pour la troisième fois dans l'histoire de la compétition, un club est qualifié au tirage au sort, mais après les matchs aller-retour (les matchs d'appui ont disparu depuis la saison précédente) : il s'agit du finaliste, les Glasgow Rangers, qui éliminent ainsi le club espagnol du Real Saragosse (2-0, 0-2).

## Tour préliminaire
| Équipe 1        | Résultat | Équipe 2          | Aller | Retour |
| --------------- | -------- | ----------------- | ----- | ------ |
| Valur Reykjavik | 2 - 9    | Standard de Liège | 1 - 1 | 1 - 8  |

## Premier tour
| Équipe 1           | Résultat | Équipe 2                    | Aller | Retour |
| ------------------ | -------- | --------------------------- | ----- | ------ |
| Rapid Vienne       | 9 - 3    | Galatasaray SK              | 4 - 0 | 5 - 3  |
| OFK Belgrade       | 1 - 6    | Spartak Moscou              | 1 - 3 | 0 - 3  |
| TJ Tatran Presov   | 3 - 4    | Bayern Munich               | 1 - 1 | 2 - 3  |
| Shamrock Rovers    | 8 - 2    | Spora Luxembourg            | 4 - 1 | 4 - 1  |
| BSG Chemie Leipzig | 5 - 2    | Legia Varsovie              | 3 - 0 | 2 - 2  |
| AC Fiorentina      | 3 - 4    | Rába ETO Győr               | 1 - 0 | 2 - 4  |
| AEK Athènes        | 2 - 4    | Sporting Clube de Braga     | 0 - 1 | 2 - 3  |
| Standard de Liège  | 6 - 1    | Apollon Limassol            | 5 - 1 | 1 - 0  |
| Servette FC        | 3 - 2    | Åbo IFK                     | 1 - 1 | 2 - 1  |
| Floriana FC        | 1 - 7    | Sparta Rotterdam            | 1 - 1 | 0 - 6  |
| Swansea City       | 1 - 5    | PFC Slavia Sofia            | 1 - 1 | 0 - 4  |
| Glentoran FC       | 1 - 5    | Glasgow Rangers             | 1 - 1 | 0 - 4  |
| Skeid Fotball      | 4 - 5    | Real Saragosse              | 3 - 2 | 1 - 3  |
| AaB Aalborg        | 1 - 2    | Everton FC                  | 0 - 0 | 1 - 2  |
| RC Strasbourg      | 2 - 1    | FC Steaua Bucarest          | 1 - 0 | 1 - 1  |
| Borussia Dortmund  | exempté  | en tant que tenant du titre | -     | -      |

## Huitièmes de finale
| Équipe 1           | Résultat | Équipe 2          | Aller  | Retour |
| ------------------ | -------- | ----------------- | ------ | ------ |
| Spartak Moscou     | 1 - 2    | Rapid Vienne      | 1 - 1  | 0 - 1  |
| Shamrock Rovers    | 3 - 4    | Bayern Munich     | 1 - 1  | 2 - 3  |
| BSG Chemie Leipzig | 2 - 2    | Standard de Liège | 2 - 1e | 0 - 1  |
| Rába ETO Győr      | 3 - 2    | SC Braga          | 3 - 0  | 0 - 2  |
| Servette FC        | 2 - 1    | Sparta Rotterdam  | 2 - 0  | 0 - 1  |
| RC Strasbourg      | 1 - 2    | PFC Slavia Sofia  | 1 - 0  | 0 - 2  |
| Glasgow Rangers    | 2 - 1    | Borussia Dortmund | 2 - 1  | 0 - 0  |
| Real Saragosse     | 2 - 1    | Everton FC        | 2 - 0  | 0 - 1  |

## Quarts de finale
| Équipe 1        | Résultat | Équipe 2          | Aller | Retour     |
| --------------- | -------- | ----------------- | ----- | ---------- |
| Rapid Vienne    | 1 - 2    | Bayern Munich     | 1 - 0 | 0 - 2 a.p. |
| Rába ETO Győr   | 2 - 3    | Standard de Liège | 2 - 1 | 0 - 2      |
| Servette FC     | 1 - 3    | PFC Slavia Sofia  | 1 - 0 | 0 - 3      |
| Glasgow Rangers | 2 - 2    | Real Saragosse    | 2 - 0 | 0 - 2 a.p. |

## Demi-finales
| Équipe 1         | Résultat | Équipe 2          | Aller | Retour |
| ---------------- | -------- | ----------------- | ----- | ------ |
| Bayern Munich    | 5 - 1    | Standard de Liège | 2 - 0 | 3 - 1  |
| PFC Slavia Sofia | 0 - 2    | Glasgow Rangers   | 0 - 1 | 0 - 1  |

## Finale
| Équipe 1      | Résultat | Équipe 2        |
| ------------- | -------- | --------------- |
| Bayern Munich | 1 - 0 ap | Glasgow Rangers |